# Artiopoda
Artiopoda trata-se de um clado (ou táxon) de artrópodes extintos, que agrupa todos os trilobitas e linhagens mais próximas. Tratou-se de uma reinterpretação do que antes seria referido como Trilobitomorpha. De longe, os melhor preservados no registro fóssil são os Trilobita por conta do exoesqueleto mineralizado e pelo fato de terem perdurado por muitos milênios. A maioria das outras linhagens incluídas, principalmente dos que não apresentavam tanta mineralização, foram descritas de depósitos do Cambriano.

## Características
Morfologicamente, todos Artiopoda apresentam antenulas filiformes, apêndices com exopodos bilobados com o lobo mais proximal sendo alongado e apresentando uma lamela, enquanto que o distal tem formato de remo e recoberto com setas (pequenos pelos). O endopodo apresentando sete segmentos, com os primeiros quatro apresentando enditos (estruturas apontando para dentro), sendo os segmentos 5 e 6 mais grossos. Outras plesiomorfias incluem segmentos antenais mais finos (antênulos) e pelo menos 3 pares de apêndices pós-antenais presos à carapaça cefálica, sendo que estes membros pós-antena apresentam pouca ou nenhuma diferenciação entre si, com largas dobras paratergais que atribuem a aparência achatada dorsoventral típica do grupo. Há também, comumente, exitos que são semelhantes aos dos Megacheira Leanchoilia, provavelmente sem homologia com os que presentes nos crustáceos.

## Taxonomia e Filogenia
Ainda não se estabilizou a composição taxonômica deste clado, mas diferentes estudos o apresentam como agrupando dois clados principais: Trilobitomorpha (na configuração original, composto por Trilobita, Nektaspida, Conciliterga, e Xandarellida) e por Vicissicaudata (englobando Aglaspidida, Xenopoda e Cheloniellida). 
As relações filogenéticas de Artiopoda com os outros dois principais ramos modernos de Arthropoda, Chelicerata e Mandibulata, não estão ainda consideradas resolvidas; algumas hipóteses sugerem que Artiopoda seria mais aparentada com Chelicerata, dentro do clado Arachnomorpha, já outras sugerem Artiopoda como mais aparentada com Mandibulata, no clado Antennulata. Ou, ainda, há hipóteses que apresentam Artiopoda como grupo basal dos Euarthropoda, em que Mandibulata e Chelicerata seriam mais aparentados entre si do que com Artiopoda.